# Bande V (micro-ondes)
Pour les articles homonymes, voir Bande V.
La bande V est une bande de fréquences du spectre électromagnétique allant de 40 à 75 GHz selon la norme IEEE 521-1984,. La longueur d'onde dans le vide est alors inférieure au centimètre et on parle d'ondes millimétriques.
Elle ne doit pas être confondue avec la bande V (5) : 600–900 MHz, du domaine des fréquences UHF.

## Utilisation
La bande V était assez peu utilisée jusqu'au années 2020, pour des faisceaux hertziens, par les satellites de télécommunications et des constellation de satellites (Starlink par exemple), pour certaines normes Wi-Fi à courte portée (IEEE 802.11ad et ay), par des radars millimétriques de recherche et d'autres types de recherches scientifiques. 